# Moinho de maré

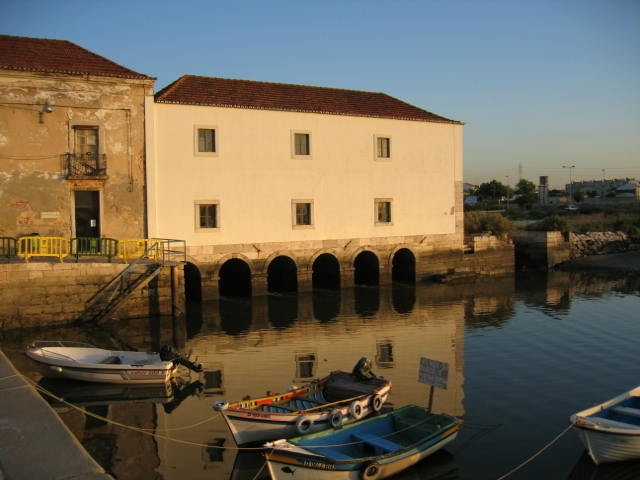
Moinho Novo em Alhos Vedros

Um moinho de maré é um tipo de moinho movido pelo movimento da água, causado pelo desnível das marés nos estuários de rios. A evolução tecnológica tornou estes engenhos obsoletos, pelo que a sua actividade foi encerrada há muitos anos. Porém, alguns deles em Portugal, podem ainda ser visitados, principalmente na margem sul do estuário do Tejo.

## Funcionamento
Os moinhos de maré eram formados por uma caldeira que se enchia de água, através de uma porta de água (adufa), quando a maré enchia, fechando-se em seguida, até à descida das águas, e por uma construção onde se situavam diversas moendas (pares de mós) que se destinavam ao fabrico de farinha. Quando a maré vazava, abriam-se passagens para a saída das águas que faziam mover um número variável de moendas (normalmente entre três e dez)
O Moinho de Maré de Corroios, edificado em 1403 por iniciativa do Santo Condestável Nuno Álvares Pereira, constitui um exemplo do aproveitamento da energia das marés, cuja aplicação à atividade moageira se generalizou noutros tempos no estuário do Tejo.
Em 1404, o Condestável doou-o, assim como aos bens que tinha nesta região, ao Convento do Carmo, ordem religiosa de que era Mestre. Já no início do século XVIII foi ampliado, mas não tardou a sofrer novamente obras, pois o terramoto de 1755 causou-lhe grandes estragos. Este Moinho, conhecido também por Moinho do Castelo, mantém-se em condições de funcionamento até aos nossos dias. Em 1980 foi adquirido pela Autarquia. Durante 6 anos sofreu obras de restauro e em 1986 abriu ao público, como núcleo do Ecomuseu Municipal do Seixal.
Devido a obras de conservação e requalificação, este núcleo esteve encerrado ao público até setembro de 2009, e reabriu após um processo de qualificação com um investimento de mais de 2 milhões de euros.
Classificado como Imóvel de Interesse Público, o moinho oferece a todos os visitantes uma exposição de longa duração denominada “600 anos de Moagem no Moinho de Maré de Corroios”.

## Localização em Portugal
A região do país onde se pode observar ainda um maior número de moinhos de maré, é a margem sul do estuário do Tejo, principalmente na zona compreendida entre Corroios e Barreiro, passando pelo Seixal. No entanto, há também vestígios, ou registos, de terem existido mais para oriente, nomeadamente em Lavradio, Alhos Vedros, Moita, Lançada, Sarilhos Grandes, Aldeia Galega (Montijo) e Alcochete, e ainda no concelho de Almada.
Também no estuário do Sado é possível observar, em bom estado de conservação, o Moinho de Maré da Mourisca, o qual, após trabalhos de recuperação, pode ser visitado.